# Willy-Brandt-Platz (Bielefeld)

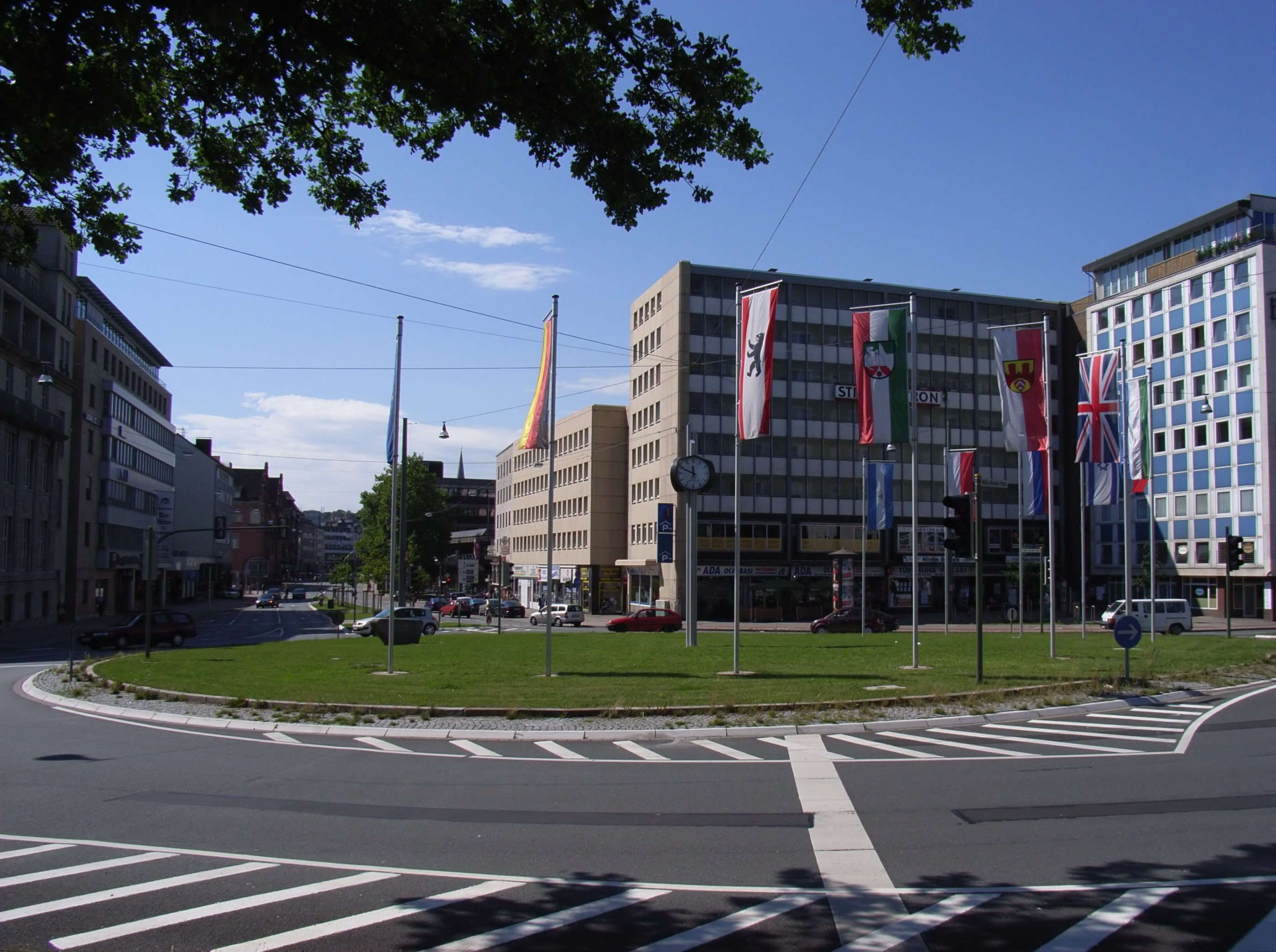
Willy-Brandt-Platz, Blick entlang der Herforder Straße in Richtung Jahnplatz

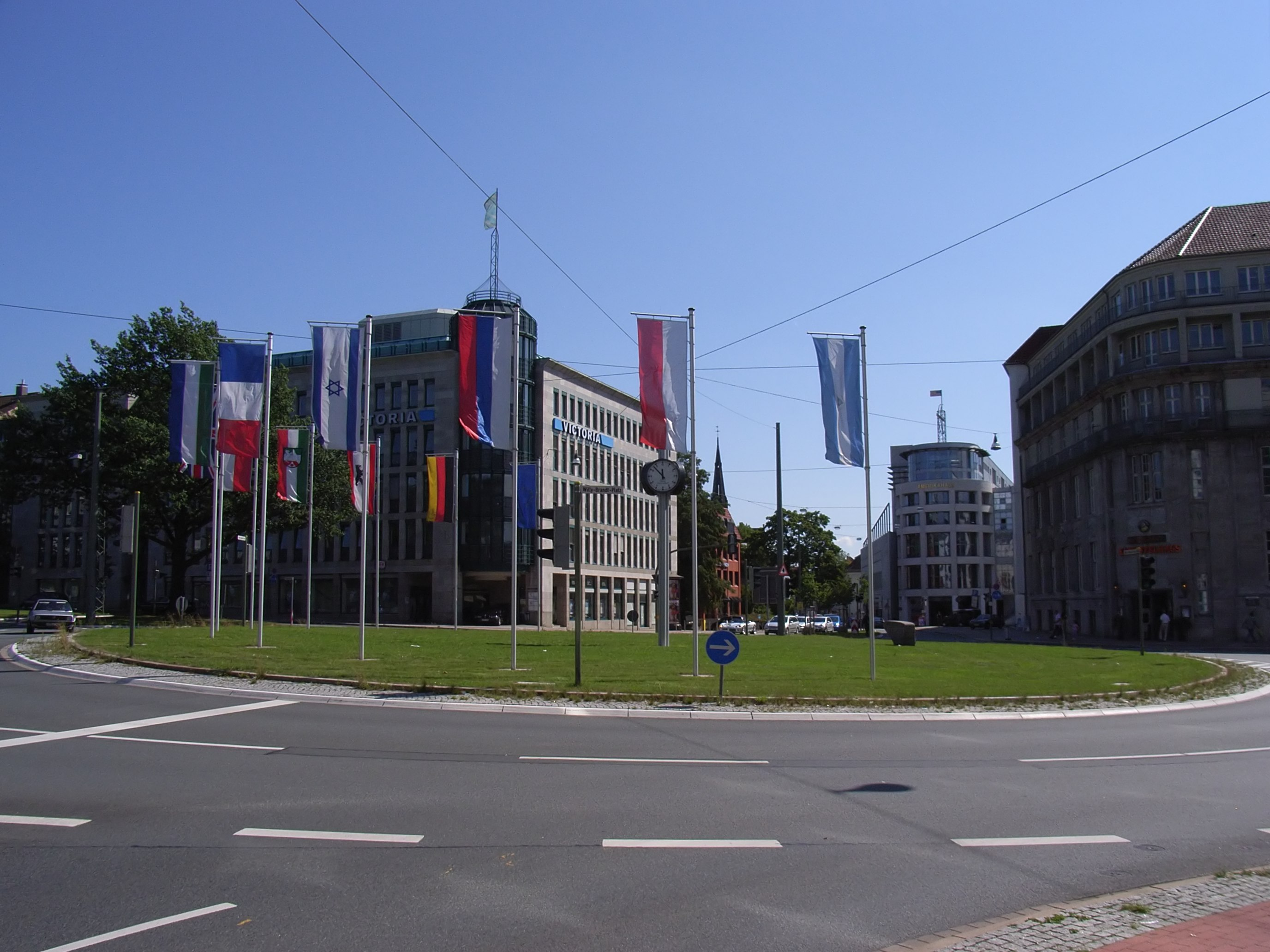
Willy-Brandt-Platz, Blick in Richtung Paulusstraße

Der Willy-Brandt-Platz ist ein zentraler Verkehrsknotenpunkt im Norden der Innenstadt von Bielefeld. Benannt ist der Platz nach dem SPD-Politiker, Außenminister und späteren Bundeskanzler Willy Brandt. Vor seiner Umbenennung nach Brandts Tod 1992 hieß der Platz  Berliner Platz und bis 1957 Düppelplatz.

## Verkehr
Der Willy-Brandt-Platz stellt sich im Wesentlichen als ampelgesteuerter Kreisverkehr dar. Die aus der Innenstadt in Richtung Norden führende Herforder Straße kreuzt dort die Feilenstraße, die Paulusstraße und die zum Hauptbahnhof führende Herbert-Hinnendahl-Straße.
Die Verkehrsführung im Kreisverkehr ist aufgrund zahlreicher Unfälle – 2005 waren es 126 – ständiger Diskussionspunkt. Zuletzt wurde im Mai 2006 versucht, durch neue Markierungen den Unfallschwerpunkt zu entschärfen.
Im öffentlichen Nahverkehr der Stadt Bielefeld spielt der Platz, der vor dem Bau der Stadtbahn Bielefeld wichtiger Umsteigepunkt der Straßenbahn war, heute keine Rolle mehr. Die Stadtbahnhaltestelle Hauptbahnhof befindet sich etwa zweihundert Meter entfernt an der Herbert-Hinnendahl-Straße neben der Stadthalle.

## Bebauung
Auf der Rasenfläche des Kreisverkehrs finden sich einige Fahnenmasten, die bei aktuellen Anlässen mit passenden Fahnen beflaggt werden, etwa mit solchen des Fußballvereins Arminia Bielefeld.
Am Willy-Brandt-Platz befindet sich die 1991 eröffnete Stadthalle Bielefeld, vor der Halle steht der von der Künstlerin Isa Genzken geschaffene Spiegel, eine 30 mal 20 Meter hohe Stahlkonstruktion. Das Kunstwerk soll der Architektur der Stadthalle von der Innenstadt aus gesehen einen Rahmen geben.
Des Weiteren befinden sich einige Geschäfts- und Wohnhäuser am Platz.